# Stuor-Jelka
Stuor-Jelka är en sjö i Jokkmokks kommun i Lappland och ingår i Luleälvens huvudavrinningsområde. Sjön har en area på 1,04 kvadratkilometer och ligger 426,3 meter över havet. Stuor-Jelka ligger i Jelka-Rimakåbbå Natura 2000-område. Sjön avvattnas av vattendraget Jelkajåkkå.

## Delavrinningsområde
Stuor-Jelka ingår i det delavrinningsområde (743608-166939) som SMHI kallar för Utloppet av Stuor-Jelka. Medelhöjden är 450 meter över havet och ytan är 7,04 kvadratkilometer. Det finns ett avrinningsområde uppströms, och räknas det in blir den ackumulerade arean 43,19 kvadratkilometer. Jelkajåkkå som avvattnar avrinningsområdet har biflödesordning 2, vilket innebär att vattnet flödar genom totalt 2 vattendrag innan det når havet efter 211 kilometer. Avrinningsområdet består mestadels av skog (67 procent) och sankmarker (18 procent). Avrinningsområdet har 1,04 kvadratkilometer vattenytor vilket ger det en sjöprocent på 14,7 procent.